# 네르비아의 계곡
네르비아의 계곡(영어: The Valley of the Nervia)은 19세기 말 프랑스의 인상파 화가 클로드 모네가 1884년에 그린 작품이다. 현재 미국 뉴욕의 메트로폴리탄 미술관에 소장되어 있다.

## 상세
1884년 이탈리아 리비에라 지역으로 여행을 떠났던 모네가 몇달간 머물면서 그린 작품 중 하나로, 이 일대의 산맥 풍경을 묘사하고 있다.
그림 속의 구성은 세 가지 색상의 수평 띠로 이루어져 있다. 상단부의 눈 덮인 산이 이루는 흰색 띠, 산기슭의 녹색 띠, 그리고 네르비아강 유역의 산기슭 아래에 자리 잡은 캄포로소 마을 (Camporosso)이 이루는 베이지색 전경으로 구성되어 있다.

## 같이 보기
- 클로드 모네의 작품 목록